# ルイス・ネルソン・ドリール
“ビッグ・アイ”・ルイス・ネルソン・ドリール（英語: "Big Eye" Louis Nelson Delisle, 1885年1月28日 - 1949年8月20日）は、初期のディキシーランド・ジャズのクラリネット奏者である。ドリールはコントラバス、バンジョー、アコーディオンも、折に触れ仕事として演奏した。
ネルソン・ドリールはルイジアナ州ニューオーリンズで生まれ、人生のほとんどをそこで過ごした。
ドリールはクラリネットをロレンツォ・ティオ Sr. に習い、15歳までストーリーヴィルの音楽会場で仕事として演奏していた。ドリールは、ジャズの最古の時期にホット・ジャズの初期のスタイルを開拓し、ジョニー・ドッズ、ジミー・ヌーンといった後のニューオーリンズ・ジャズのクラリネット奏者たちに重要な影響を与えた。
ドリールの初期の仕事で、“ビッグ・アイ”は、より一般的な Bb 管ではなく、しばしば C 管のクラリネットを演奏していた。C 管のクラリネットは、アルサイド・ヌニェス en:Alcide Nunez といった、この時代の他のニューオーリンズ・ジャズのクラリネット奏者たちにも使用されていた。
1917年に、ドリールは、フレディ・ケパードやビル・ジョンソン Bill Johnson がいる、再結成されたオルジナル・クレオール・オーケストラ en:Original Creole Orchestra に加わった。このバンドはその年の春にボストンで解散したが、その年の秋にはニューヨーク州で再びメンバーが集められた。ビッグ・アイはクラリネット奏者ジョージ・バケーの後任となった。バケーは以前、ヴォードヴィルのグループと共に巡業をしていた人物である。少ししてから、ビッグ・アイの後をジミー・ヌーンが引き継いだ。ドリールはジョーンズ & コリンズ・アストリア・ホット・エイトの常任のクラリネット奏者となったが、ホット・エイトの1929年の録音活動では演奏しなかった。
ドリールが複数の録音をしたのは晩年の1940年代だけだったが、その頃には健康が優れないこともしばしばで、当時の評価からすれば、一流の演奏をしていた時期を過ぎてしまったとされていたが、しかし、それでもなお美しいフレーズを演奏する能力はあったのだ。その録音は American Music Records en:American Music Records の CD によって聴くことができる。ネルソン・ドリールの演奏は、年上のニューオーリンズのクラリネット奏者、アルフォンス・ピクー Alphonse Picou の、よりスタッカートでラグタイム風な演奏に比べて、より魅惑的で流れるようなブルースである。